# Астрономически часовник
Астрономическият часовник е часовник със специални механизми, които позволяват да се покаже относителното разположение на Слънцето, Луната, зодиакалните съзвездия, а понякога и най-големите планети.